# Homer (Literaturpreis)
Der HOMER Literaturpreis (Eigenschreibweise) ist ein deutscher Literaturpreis, der seit 2014 für im Vorjahr erschienene historische Belletristik verliehen wird. Als historischer Roman gelten Werke, deren Handlung im Wesentlichen vor 1930 angesiedelt ist. Der Preis wird vergeben von einer Jury im Auftrag des Vereins HOMER – Historische Literatur e. V., einer Vereinigung von Autoren historischer Romane. Das Ziel des Preises wie des Vereins ist, das Genre „Historischer Roman“ und dessen Autoren dem Lesepublikum besser bekannt zu machen. Die Verleihung des Preises findet in festlichem Rahmen statt, wobei den Preisträgern eine Medaille, eine Urkunde sowie ein symbolisches Geschenk überreicht werden. Außerdem werden Werbemittel für Verlage und Buchhandlungen zur Verfügung gestellt.
Der Preis wurde ursprünglich in den folgenden Kategorien vergeben:
- Krimi & Thriller: zentral ist die Aufklärung eines Verbrechens, wobei dessen Art und die Form der Aufklärung dem Charakter der jeweiligen Epoche und Kultur entsprechen
- Biographie: zentral ist die Darstellung des Lebens einer historischen Figur
- Beziehung & Gesellschaft: zentral ist eine Beziehung, typischerweise eine Liebesgeschichte, und deren Entwicklung vor historischem Hintergrund
- Spannung & Abenteuer: hier steht die Spannung im Zentrum, die Hauptfiguren erleben Abenteuer in einem historischen Kontext

Bis 2015 wurde auch eine beste Kurzgeschichte ausgezeichnet. In jeder Kategorie gab es ursprünglich drei Preise, die als Goldener, Silberner und Bronzener HOMER bezeichnet wurden. Ab 2016 gab es nur einen Sieger in jeder Kategorie, der aus einer Shortlist gewählt wurde. 2018 wurden die Kategorien aufgegeben und es gab seither drei Preise, nun wieder als Goldener, Silberner und Bronzener HOMER bezeichnet.

Das aktuelle Verfahren zur Ermittlung der Preisträger:
Verlage reichen historische Romane des laufenden Jahres beim Verein ein. Berechtigt sind deutschsprachige historische Romane (Original- und Erstausgaben), die in einer historischen Epoche angesiedelt sind. Zurzeit müssen Handlung bzw. alle Handlungsstränge vor dem 31. Dezember 1930 abgeschlossen sein. Bücher des ersten Halbjahres müssen bis 30. Juni und des zweiten Halbjahres bis 15. Dezember eingereicht werden.
Ausschlusskriterien:
- Neuauflagen, Neuausgaben und Wiederauflagen
- Übersetzungen aus anderen Sprachen
- Books on Demand und im Selbstverlag
- Veröffentlichungen mit Kostenbeteiligung des Autors oder in Druckkostenzuschussverlagen
- Romane der Jurymitglieder, Hörbücher, E-Books, Heftromane, Manuskripte und Exposés

Die Bewertung erfolgt in sechs Kategorien, die mit jeweils maximal 5 Punkten bewertet werden können:
Lesbarkeit / Figuren / Plot / Atmosphäre / Spannung / Historientreue.
Daraus werden die Preisträger berechnet. Bei gleicher Punktzahl können Preise mehrfach vergeben werden.

## Preisträger
2024
- 1. Preis – Der Goldene Homer – Michael Römling für Tankred (Band 1–3)
- 2. Preis – Der Silberne Homer – Noah Martin für Florentia, im Glanz der Medici
- 3. Preis – Der Bronzene Homer – Ulrike Fuchs für Reporterin für eine bessere Welt
- Publikumspreis für: René Anour für Die Totenärztin (Band 4)

2023
- 1. Preis – Der Goldene Homer – René Anour für Die Totenärztin. Donaunebel
- 2. Preis – Der Silberne Homer – Ulf Schiewe für Der eiserne Herzog & Alex Beer für Felix Blom, der Häftling aus Moabit
- 3. Preis – Der Bronzene Homer – Eva Grübl für Botschafterin des Friedens & Ana Pawlik für Die Welt im Nebel

2022
- 1. Preis – Der Goldene Homer – Marco Hasenkopf für Eisflut 1784
- 2. Preis – Der Silberne Homer – Juliane Stadler für Krone des Himmels
- 3. Preis – Der Bronzene Homer – Mac P. Lorne für Sie nannten ihn Cid

2021 (online)
- 1. Preis – Der Goldene Homer – Ulf Schiewe für Die Kinder von Nebra
- 2. Preis – Der Silberne Homer – Laura Baldini (Pseudonym von Beate Maly) für Lehrerin einer neuen Zeit
- 3. Preis – Der Bronzene Homer – Andreas Izquierdo für Schatten der Welt und
- 3. Preis – Der Bronzene Homer – Mac P. Lorne für Der englische Löwe

2020 (online)
- 1. Preis – Der Goldene Homer – Ruben Laurin für Das weiße Gold der Hanse
- 2. Preis – Der Silberne Homer – Sivia Stolzenburg für Die Sabenmacherin und der Engel des Todes
- 3. Preis – Der Bronzene Homer – Mac P. Lorne für Der Herzog von Aquitanien
- 3. Preis – Der Bronzene Homer – Regine Kölpin + Gitta Edelmann für Johann Gutenberg und die verschwundenen Lettern

2019
- 1. Preis: Eva Völler für Tulpengold
- 2. Preis: Susanne Goga für Nachts am Askanischen Platz
- 3. Preis: Petra Durst-Benning für Die Fotografin

2018
- 1. Preis: Maria W. Peter für Die Festung am Rhein
- 2. Preis: Kay Jacobs für Kieler Helden
- 3. Preis: Jørn Precht für Das Geheimnis des Dr. Alzheimer

2017
- Krimi & Thriller: Peter Orontes für Tochter der Inquisition
- Biographie: Oliver Plaschka für Marco Polo – Bis ans Ende der Welt
- Beziehung & Gesellschaft: Helga Glaesener für Die Postmeisterin
- Spannung & Abenteuer: Richard Dübell für Die Krone des Schicksals

2016
- Krimi & Thriller: Gerhard Loibelsberger für Der Henker von Wien
- Biographie: Liliana Le Hingrat für Das dunkle Herz der Welt
- Beziehung & Gesellschaft: Titus Müller für Berlin Feuerland
- Spannung & Abenteuer: Claudius Crönert für Freyas Land

2015
Krimi & Thriller:
- 1. Preis: Susanne Goga für Mord in Babelsberg
- 2. Preis: Susann Rosemann für Die falsche Patrizierin
- 3. Preis: Robert C. Marley für Inspector Swanson – und der Fluch des Hope-Diamanten

Biographie:
- 1. Preis: Tanja Kinkel für Manduchai – die letzte Kriegerkönigin
- 2. Preis: Sabine Weigand für Das Buch der Königin
- 3. Preis: Peter Prange für Ich, Maximilian, Kaiser der Welt

Beziehung & Gesellschaft:
- 1. Preis: Marita Spang für Hexenliebe
- 2. Preis: Beate Sauer für Die Wächterin der Krone
- 3. Preis: Ursula Niehaus für Die Stadtärztin

Spannung & Abenteuer:
- 1. Preis: Stolzenburg Silvia für Das Reich des Teufelsfürsten
- 2. Preis: Daniel Wolf für Das Licht der Welt
- 3. Preis: Roman Rausch für Die letzte Jüdin von Würzburg

Kurzgeschichte:
- 1. Preis: Christian Lange für Trau Niemanden!
- 2. Preis: Anja Grevener für Die feurigen Schilde
- 3. Preis: Andreas P. Pittler für Othello in Favoriten

2014
Krimi & Thriller:
- 1. Preis: Oliver Pötzsch für Der Hexer und die Henkerstochter
- 2. Preis: Gerhard Loibelsberger für Todeswalzer
- 3. Preis: Ulrike Ladnar für Wiener Vorfrühling

Biographie:
- 1. Preis: Silvia Stolzenburg für Der Teufelsfürst
- 2. Preis: Martina Sahler für Weiße Nächte, weites Land
- 3. Preis: Claudia Beinert & Nadja Beinert für Die Herrin der Kathedrale

Beziehung & Gesellschaft:
- 1. Preis: Heidi Rehn für Die Liebe der Baumeisterin
- 2. Preis: Oliver Pötzsch für Die Burg der Könige
- 3. Preis: Silvia Stolzenburg für Töchter der Lagune

Spannung & Abenteuer:
- 1. Preis: Daniel Wolf für Das Salz der Erde
- 2. Preis: Ulf Schiewe für Das Schwert des Normannen
- 3. Preis: Ulf Schiewe für Die Hure Babylon

Kurzgeschichte:
- 1. Preis: Guido Dieckmann für Schleichendes Gift
- 2. Preis: Iny Lorentz für Rattengift
- 3. Preis: Friederike Schmöe für Das geheime Wissen der Zofe

Ehrenhomerpreis an Iny Lorentz für ihre besonderen Verdienste im Bereich des historischen Romans.